# Рыта (приток Мухавца)
Ры́та (Рита; бел. Ры́та) — река в Беларуси, левый приток Мухавца.
Ранее истоком реки было озеро Крымно (51°34′26″ с. ш. 23°58′56″ в. д.) в Волынской области Украины. После мелиоративных работ исток находится у деревни Сушитница. Река протекает по землям Брестского Полесья, по территории Малоритского, Брестского и Жабинковского районов Брестской области. Впадает около деревни Литвины в Мухавец. Высота устья — 134 м.
Длина — 62 км, площадь бассейна — 1730 км². Среднегодовой расход воды в устье — 5,9 м³/с. Средний наклон водной поверхности — 0,6 м/км.
Пойма двухсторонняя, низкая, заболоченная, шириной 300—500 м. Русло канализовано почти на всём протяжении, кроме 3,5—километрового участка возле устья. Берега крутые, местами обрывистые. Ледяной покров держится с третьей декады декабря до середины марта. Ледоход длится неделю. Уровень воды в максимален в третьей декаде марта.
Часть стока направляется в Луковское водохранилище. Основной приток — Малорита. Также в Риту впадает мелиоративный канал Батынка (быв. река Батынка). В реку также происходит сток множества других мелиоративных каналов.